# Isla de Pentecostés
La isla de Pentecostés (en francés: île de Pentecôte; en inglés: Pentecost Island; en bislama: Pentikos) es una de las 83 islas que conforman Vanuatu, en la provincia de Pénama. Se encuentra a 190 km al norte de la capital Port Vila. En 2016 contaba con una población de 16 843 habitantes.

## Geografía
Pentecostés es una isla montañosa que recorre de norte a sur unos 60 km. La cadena de montañas, dominado por el monte Vulmat (947 m) marca el límite entre la húmeda y lluviosa costa este y la más templada costa oeste.

## Historia
Pentecostés fue avistada en 1606 por el explorador portugués Pedro Fernández de Quirós junto con el resto de islas de Vanuatu. Fernández de Quirós pensó en un principio que se trataba de parte del continente australiano. El 22 de mayo de 1768 Louis Antoine de Bougainville visitó la isla y circunvaló la región, demostrando que eran islas independientes.

## Tradiciones
En esta isla se inventó el Land diving (del cual se derivó el bungee jumping), deporte que los locales practican como rito local usando fibras naturales para la elaboración de la liana, la cual se denomina en inglés bungee.